# Vláda Alojze Peterleho
Vláda Alojze Peterleho (do 28. června 1991 výkonný výbor) byla první slovinská vláda po prvních svobodných volbách v roce 1990. Vláda fungovala v období od 16. května 1990 do 14. května 1992, kdy ji byla vyhlášena konstruktivní nedůvěra.

## Koalice
- DEMOS
  - Slovenska demokratična zveza (SDZ)
  - Socialdemokratska zveza Slovenije (SDZS)
  - Slovenski krščanski demokrati (SKD)
  - Slovenska kmečka zveza
  - Slovenska obrtniška stranka
  - Zeleni Slovenije

## Složení

### Předseda
- Alojz Peterle

### Místopředsedové
- Mitja Malešič – pro sociální věci (od 16. května 1990)
- dr. Jože Mencinger – hospodářství (od 16. května 1990 do 8. května 1991)
- dr. Andrej Ocvirk (od 8. května 1991)
- dr. Leopold Šešerko – ochrana životního prostředí a místní rozvoj (od 16. května 1990)

### Ministři
- Igor Bavčar – tajemník pro vnitřní záležitosti (od 16. května 1990)
- dr. Katja Boh – předsedkyně výboru pro zdraví a sociální zabezpečení (od 16. května 1990 do 15. ledna 1992)
- Viktor Brezar – předseda výboru pro drobné hospodářství (od 16. května 1990)
- dr. Andrej Capuder – předseda kulturního výboru (od 16. května 1990)
- dr. Janez Dular – člen výkonného výboru odpovědný za zahraniční Slovince a italskou a maďarskou menšinu (od 16. května 1990)
- Franc Godeša – předseda výboru válečných veteránů a válečných invalidů (od 16. května 1990)
- Alojz Janko – předseda legislativního výboru (od 16. května 1990)
- Janez Janša – tajemník národní obrany (od 16. května 1990)
- Miha Jazbinšek – předseda výboru ochrany životního prostředí a územního plánování (od 16. května 1990)
- Jožef Jeraj – ministr obchodu (od 12. února 1992)
- Jelko Kacin – tajemník informací (od 24. dubna 1991)
- Marjan Krajnc – předseda výboru pro dopravu a komunikace (od 16. května 1990)
- dr. Marko Kranjec – tajemník financí (od 16. května 1990 do 8. května 1991)
- dr. Jožef Jakob Osterc – předseda zemědělského, lesnického a potravinového výboru (od 16. května 1990)
- Ingo Paš – předseda výboru pro turistiku a pohostinství (od 16. května 1990)
- dr. Rajko Pirnat – tajemník spravedlnosti a správy (od 16. května 1990)
- Jožefa Puhar – předsedkyně výboru práce (od 16. května 1990)
- Izidor Rejc – předseda výboru hospodářství a výstavby (od 16. května 1990)
- dr. Dimitrij Rupel – předseda výboru zahraniční spolupráce (od 16. května 1990)
- Stane Stanič – tajemník informací (od 16. května 1990 do 24. dubna 1991)
- Dušan Šešok – tajemník financí (od 8. května 1991)
- dr. Peter Tancig – předseda výboru pro výzkum a technologie (od 16. května 1990)
- dr. Miha Tomšič – předseda výboru pro energetické zásobování (od 16. května 1990)
- Igor Umek – předseda výboru sociálního plánování (od 16. května 1990)
- dr. Peter Vencelj – předseda výboru školství a sportu (od 16. května 1990)
- dr. Božidar Voljč – předseda výboru pro zdraví a sociální zabezpečení (od 15. ledna 1992)